# Paharpur (India)
Paharpur è una suddivisione dell'India, classificata come census town, di 5.758 abitanti, situata nel distretto di Gaya, nello stato federato del Bihar. In base al numero di abitanti la città rientra nella classe V (da 5.000 a 9.999 persone).

## Geografia fisica
La città è situata a 24° 36' 26 N e 85° 12' 29 E.

## Società

### Evoluzione demografica
Al censimento del 2001 la popolazione di Paharpur assommava a 5.758 persone, delle quali 3.915 maschi e 1.843 femmine. I bambini di età inferiore o uguale ai sei anni assommavano a 723, dei quali 356 maschi e 367 femmine. Infine, coloro che erano in grado di saper almeno leggere e scrivere erano 4.482, dei quali 3.302 maschi e 1.180 femmine.